# کریس کاگهیل
کریس کاگهیل (انگلیسی: Chris Coghill؛ زادهٔ ۱۱ آوریل ۱۹۷۵) بازیگر و فیلم‌نامه‌نویس اهل بریتانیا است. وی از سال ۱۹۹۹ میلادی تاکنون مشغول فعالیت بوده‌است.
از فیلم‌ها یا مجموعه‌های تلویزیونی که وی در آن‌ها نقش داشته‌است، می‌توان به ایست‌اندرز، بی‌حیا، شهر هالبی، هتل بابل، تپش قلب، تلفات، شاهد خاموش، ترفندهای نو، جزیره اسپایک و بنکر اشاره نمود.